# 林光玉
林光玉為中國清朝武官官員，本籍福建。武舉人出身林光玉於1786年（乾隆51年）以本協左營游擊職務護理接替丁朝雄，於台灣地區擔任台灣水師協副將。而隸屬台灣鎮之下的此官職是台灣清治時期的這階段，全台灣的海防軍事層級最高武將，其統帥三標水營，數千名水師兵勇。
| 前任： 丁朝雄 | 台灣水師協副將 1786年上任 | 繼任： 卓威光 |